# Picris laevis
Picris laevis là một loài thực vật có hoa trong họ Cúc. Loài này được C.A.Mey. miêu tả khoa học đầu tiên năm 1831.